# اوسیو سوتو
اوسیو سوتو (به ایتالیایی: Osio Sotto) یک کومونه در ایتالیا است که در استان برگامو واقع شده‌است.

## خصوصیات
اوسیو سوتو ۷٫۵ کیلومترمربع مساحت و ۱۱٬۰۹۷ نفر جمعیت دارد و ۱۸۲ متر بالاتر از سطح دریا واقع شده‌است.